# Tadeu Sartori
José Tadeu Schroeder Sartori (Passo Fundo, 5 settembre 1974) è un ex giocatore di calcio a 5 brasiliano naturalizzato italiano.

## Carriera

### Club
Soprannominato "il principe", Sartori disputa buona parte della carriera in patria con le maglie di Carlos Barbosa, San Paolo, Corinthians e Joinville. Gioca in seguito nella División de Honor spagnola con l'O Parrulo Ferrol e nella Superliga russa con il VIZ-Sinara. Nella stagione 2004-05 viene tesserato dalla Luparense con cui vince, l'anno seguente, la Coppa Italia. Trasferitosi in Serie A2 al Domus Chia nella stagione 2006-07, dopo appena qualche mese viene acquistato dalla Marca Trevigiana su indicazione di Ramiro López, che lo aveva già allenato a San Martino di Lupari. Con i grigioneri vince il girone A di Serie A2, guadagnando la promozione nella massima serie ma soprattutto ottenendo una sorprendente qualificazione alla semifinale dei play-off scudetto. Confermato nell'organico della squadra anche in Serie A, rimane alla Marca fino al dicembre 2008 quando viene ceduto al Verona. Nelle ultime stagioni gioca nelle categorie inferiori, indossando le maglie di CSG Putignano, Pro Capoterra, Aesernia e Diavoli. Il 13 gennaio 2016 firma per il Petrarca, sua ultima squadra come giocatore.

### Nazionale
In possesso della doppia cittadinanza, con la nazionale italiana ha preso parte al campionato europeo 2005 concluso dagli azzurri al terzo posto. Ha siglato un'unica rete in Nazionale, durante l'incontro amichevole del 27 ottobre 2004 vinto per 5-1 contro la Croazia.

## Palmarès
- Coppa Italia: 1

Luparense: 2005-06
- Campionato di Serie A2: 1

Marca: 2006-07